# Mau-Mau-Siedlung

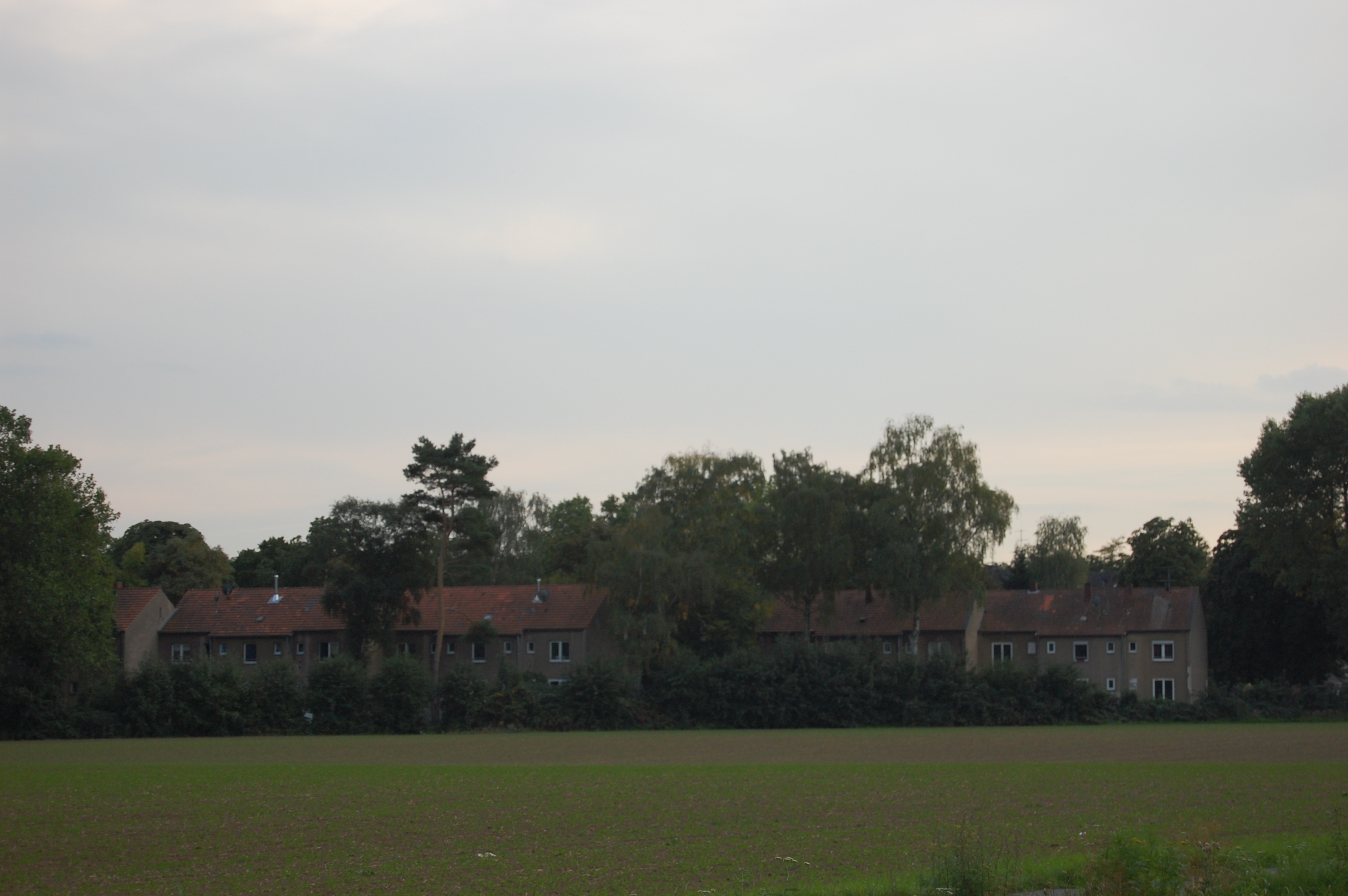
Mau-Mau-Siedlung in Köln-Dünnwald vor der Sanierung

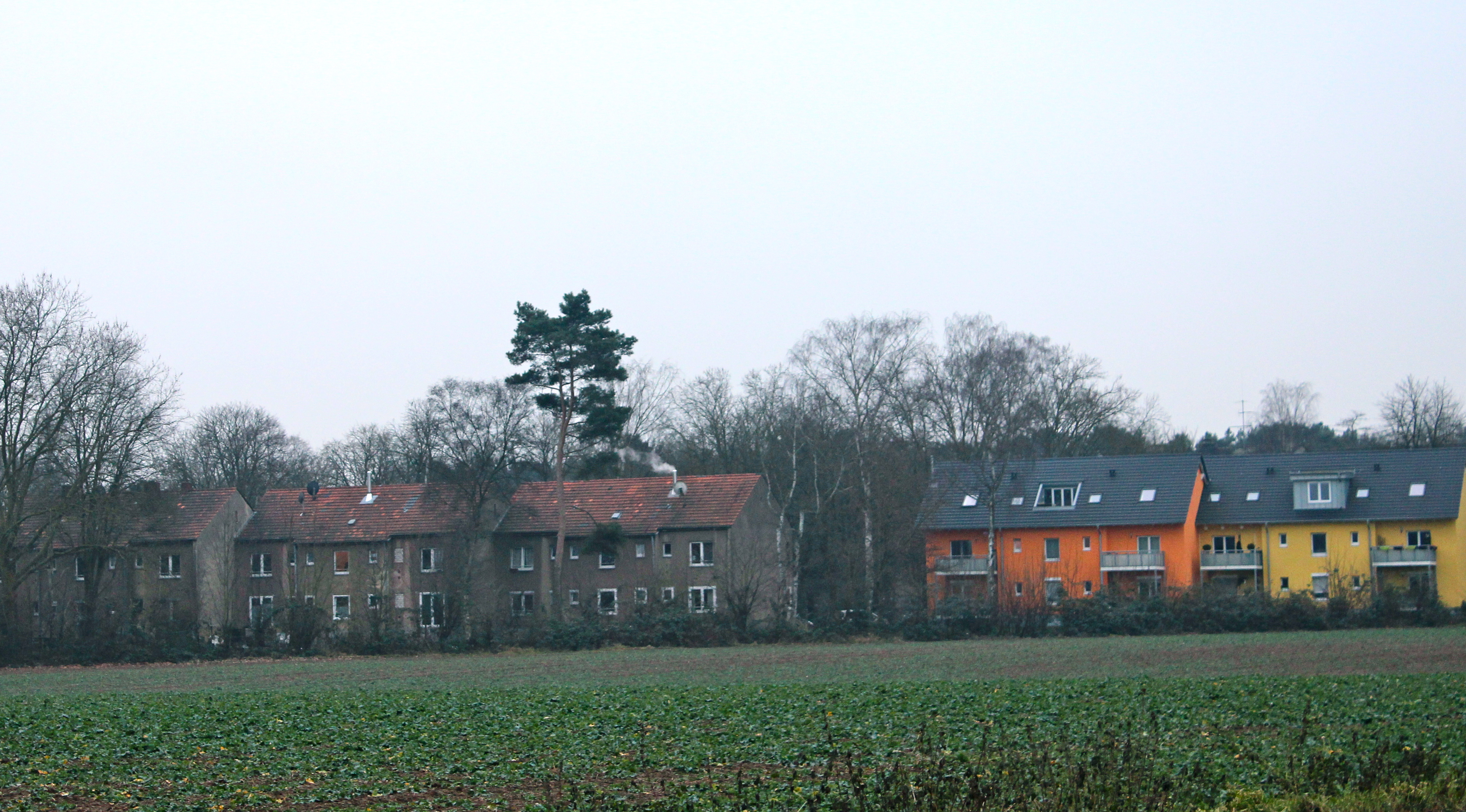
Mau-Mau-Siedlung in Köln-Dünnwald während der Sanierung 2015

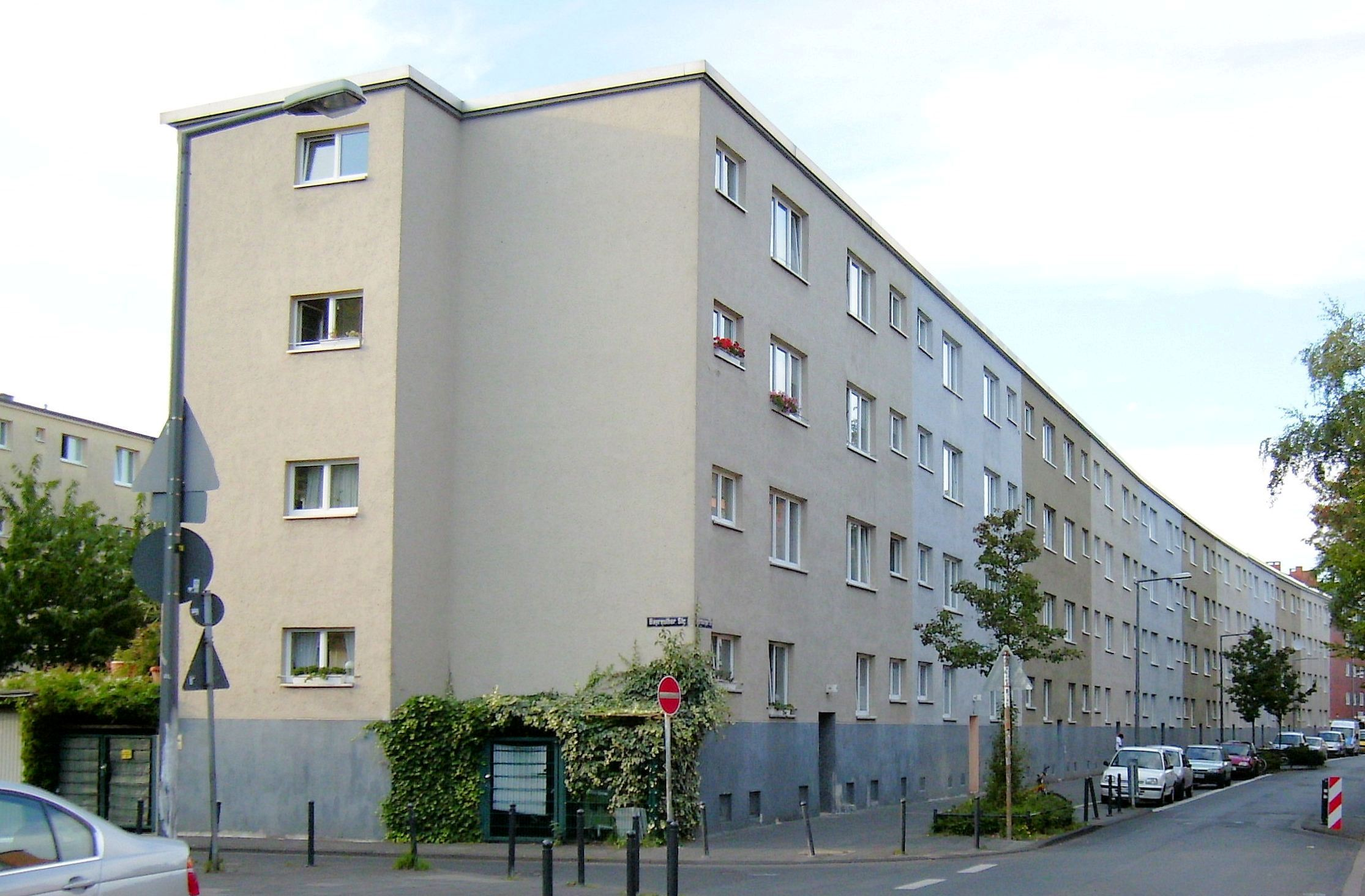
Als Mau-Mau-Siedlung bezeichnete Wohnanlage in Köln-Höhenberg Würzburger Straße 39–57

Mau-Mau-Siedlung wurden in Teilbereichen der Bundesrepublik Deutschland ab Anfang der 1950er bis in die 1970er Jahre hinein soziale Elendssiedlungen genannt, die am Rand kriegszerstörter deutscher Städte, häufig auch aus Trümmersteinen, oder als Baracken errichtet worden waren.
Der Begriff Mau-Mau-Siedlungen wurde im Rheinland, dem Ruhrgebiet, Bergischen Land, Braunschweig, Hamburg, Ingolstadt, München und Berlin gesichert verwendet. Bewohnt wurden diese zu großen Anteilen von Flüchtlingen und Vertriebenen sowie Ausgebombten, die der Arbeiterklasse entstammten.
Die Bewohner dieser Siedlungen wurden vom mittelständischen Volksmund ab den 1950er Jahren abwertend als Mau-Maus bezeichnet, unter Bezugnahme auf den Mau-Mau-Krieg 1952 in Kenia. Man glaubte, Verhaltensähnlichkeiten wie die Zerstörungswut der Aufständischen zu erkennen. 
Als die Siedlungen Ende der 1970er Jahre saniert wurden, verschwand die Namensgebung fast gänzlich. Gelegentlich taucht der Begriff Mau-Mau-Siedlung in Pressemeldungen noch auf, der tatsächliche Zusammenhang zum Mau-Mau-Aufstand in Kenia ist aber in Vergessenheit geraten.

## Filme
- Und alle sagen Mau-Mau-Siedlung. Dokumentarfilm von Monika Schlecht und Hans-Joachim Theuerkauf, Erstausstrahlung Januar 1971 in den dritten Fernsehprogrammen der ARD. Er zeigt das Porträt zweier Kinder in Berlin-Lichterfelde-Ost.